# Fred Kassi
Frederick Kassi (ur. 4 września 1979 w Duali) – kameruński bokser wagi ciężkiej.

## Kariera zawodowa
Pierwszą zawodową walkę stoczył 2 grudnia 2003 roku w Memphis, zwyciężając przez techniczny nokaut w drugiej rundzie Kena Powella.
Kolejne walki również toczył na terenie Stanów Zjednoczonych. Zwyciężył kolejne dwanaście pojedynków z rzędu, ale 10 września 2009 roku doznał nieoczekiwanej porażki z Lionelem Butlerem. Sędziowie niejednogłośnie po sześciu rundach punktowali na korzyść jego rywala w stosunku 58-56, 55-59, 55-59.
24 kwietnia 2010 roku doznał drugiej zawodowej porażki, ulegając na punkty Kendrickowi Relefordowi.
8 listopada 2014 roku, po trzech kolejnych zwycięstwach przed czasem, zmierzył się w Bethlehem z Amirem Mansourem (20-1, 15 KO). Przegrał pojedynek przez nokaut w siódmej rundzie.
18 lipca 2015 roku w El Paso zremisował na gali Premier Boxing Champions pojedynek z trzykrotnym pretendentem do tytułu mistrza świata wagi ciężkiej, Chrisem Arreolą (36-4, 31 KO). Sędziowie punktowali 95-95, 95-95, 96-94.
26 września 2015 roku w Birmingham w Alabamie uległ jednogłośnie na punkty byłemu pretendentowi do tytułu mistrza świata wagi ciężkiej, Dominicowi Breazeale (15-0, 13 KO).
30 kwietnia 2016 roku w Londynie zawalczył z Brytyjczykiem Hughie Furym (19-0, 10 KO). Pojedynek był dość wyrównany, ale w siódmej rundzie został przerwany ze względu na przypadkowe zderzenie głowami obu pięściarzy. Sędziowie podliczyli punkty, i ogłosili wygraną Fury'ego poprzez techniczną decyzję.
19 sierpnia 2016 roku w Rochester przegrał przez RTD w trzeciej rundzie z Jarrellem Millerem (17-0-1, 15 KO).
18 listopada 2017 roku w Częstochowie przegrał jednogłośnie na punkty (93-97, 94-96, 94-96) pojedynek z Tomaszem Adamkiem (51-5, 30 KO).
25 maja 2018 podczas gali na stadionie PGE Narodowym w Warszawie przegrał z Izuagbe Ugonohem (18-1, 15 KO). Po drugiej rundzie zdecydował o podaniu walki.